# Велоспорт на Европейских играх 2015
Соревнования по велоспорту на Европейских играх 2015 прошли в столице Азербайджана, в городе Баку. Были разыграны 8 комплектов наград.

## Календарь
| ЦО | Церемония открытия | 2 | Финалы соревнований | ЦЗ | Церемония закрытия |

| Июнь                | Июнь                | 12 Пт | 13 Сб | 14 Вс | 15 Пн | 16 Вт | 17 Ср | 18 Чт | 19 Пт | 20 Сб | 21 Вс | 22 Пн | 23 Вт | 24 Ср | 25 Чт | 26 Пт | 27 Сб | 28 Вс | Медали |
| ------------------- | ------------------- | ----- | ----- | ----- | ----- | ----- | ----- | ----- | ----- | ----- | ----- | ----- | ----- | ----- | ----- | ----- | ----- | ----- | ------ |
| Шоссейный велоспорт | Шоссейный велоспорт |       |       |       |       |       |       | 2     |       | 1     | 1     |       |       |       |       |       |       |       | 4      |
| Маунтинбайк         | Маунтинбайк         |       | 2     |       |       |       |       |       |       |       |       |       |       |       |       |       |       |       | 2      |
| BMX гонки           | BMX гонки           |       |       |       |       |       |       |       |       |       |       |       |       |       |       | ●     | ●     | 2     | 2      |

## Медали

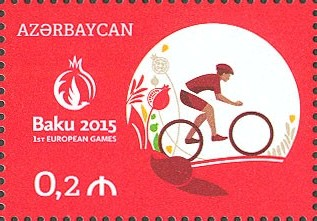
Шоссейные гонки на почтовой марке Азербайджана, посвящённой Европейским играм 2015

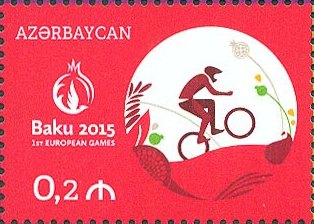
Маунтинбайк на почтовой марке Азербайджана, посвящённой Европейским играм 2015

### Общий зачёт
| Общее количество медалей |            |        |         |        |       |
| Место                    | Страна     | Золото | Серебро | Бронза | Всего |
| 1                        | Швейцария  | 2      | 2       | 2      | 6     |
| 2                        | Беларусь   | 2      | 0       | 0      | 2     |
| 3                        | Нидерланды | 1      | 2       | 2      | 5     |
| 4                        | Франция    | 1      | 1       | 0      | 2     |
| 5                        | Испания    | 1      | 0       | 1      | 2     |
| 6                        | Дания      | 1      | 0       | 0      | 1     |
| 7                        | Украина    | 0      | 2       | 0      | 2     |
| 8                        | Польша     | 0      | 1       | 1      | 2     |
| 9                        | Чехия      | 0      | 0       | 2      | 2     |
| -                        | Всего      | 8      | 8       | 8      | 24    |

## Медалисты

### Шоссейный велоспорт
| Дисциплина                                | Золото                    | Серебро                  | Бронза                          |
| Мужчины                                   | Мужчины                   | Мужчины                  | Мужчины                         |
| ----------------------------------------- | ------------------------- | ------------------------ | ------------------------------- |
| Индивидуальная гонка с раздельным стартом | Василий Кириенко Беларусь | Стеф Клемент Нидерланды  | Луис Леон Санчес Испания        |
| Групповая гонка                           | Луис Леон Санчес Испания  | Андрей Гривко Украина    | Петр Вакоч Чехия                |
| Женщины                                   |                           |                          |                                 |
| Индивидуальная гонка с раздельным стартом | Эллен ван Дейк Нидерланды | Анна Соловей Украина     | Аннемик ван Влёйтен Нидерланды  |
| Групповая гонка                           | Алёна Омелюсик Беларусь   | Катажина Невядома Польша | Анна ван дер Брегген Нидерланды |

### Маунтинбайк
| Дисциплина            | Золото                 | Серебро                    | Бронза                 |
| --------------------- | ---------------------- | -------------------------- | ---------------------- |
| Кросс-кантри, мужчины | Нино Шуртер Швейцария  | Лукас Флюкигер Швейцария   | Фабиан Гигер Швейцария |
| Кросс-кантри, женщины | Йоланда Нефф Швейцария | Катрин Штирнеман Швейцария | Мая Влощовская Польша  |

### BMX
| Дисциплина     | Золото                  | Серебро                   | Бронза                |
| -------------- | ----------------------- | ------------------------- | --------------------- |
| Гонки, мужчины | Жорис Доде Франция      | Тван ван Гендт Нидерланды | Давид Граф Швейцария  |
| Гонки, женщины | Симона Кристенсен Дания | Магали Потье Франция      | Анета Гладикова Чехия |

## Трассы

### Шоссейный велоспорт
| Групповая гонка                          | Индивидуальная гонка                      |
| Cycling profile for Baku 2015, road race | Cycling profile for Baku 2015, time trial |